# رفلکتور

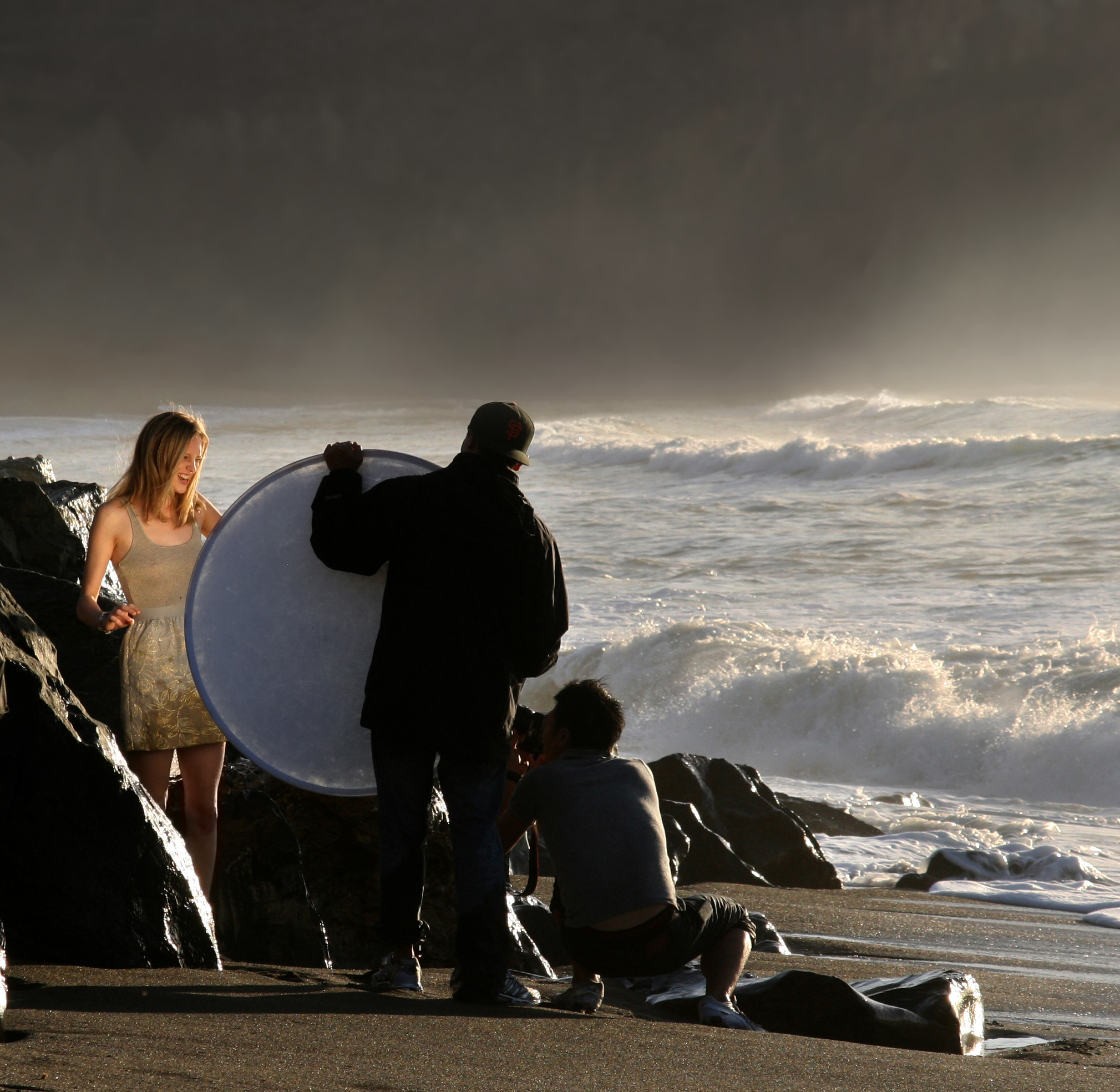
استفاده از بازتابگر در عکاسی مد

بازتابگر یا رفلکتور (به انگلیسی: Reflector) در عکاسی و فیلم‌برداری یک صفحهٔ منعکس‌کننده (یا اختصاص‌دهندهٔ) نور است که معمولاً آن را در سمت سایهٔ سوژه قرار می‌دهند تا بتواند با بازتاب نور در قسمت سایه، آنجا را روشن کند. کاربرد دیگر بازتابگر این است که می‌تواند؛ با پراکنده و یک‌نواخت‌تر کردن (نور)، از تابش مستقیم آن به سوژه جلوگیری کند و نور را نخست به بازتابگر تابانده و سپس «نور» نرم و کنترل‌شده را به سمت سوژه هدایت کند.

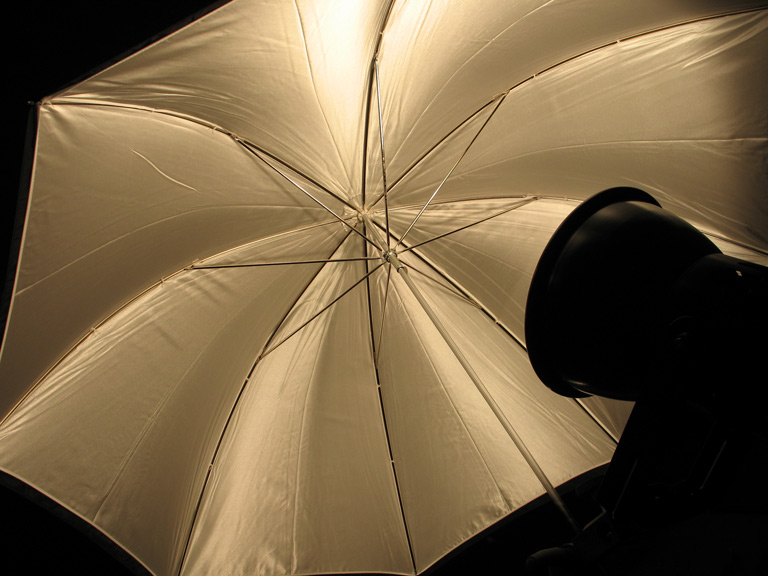
یک بازتابگر چتری

نوع دیگری از بازتابگر، بازتابگر چتری است که نور فلاش استودیی به آن تابانده می‌شود و به واسطهٔ آن سوژه روشن می‌شود. وجود چتر باعث نرم شدن «نور» می‌شود. کاربرد بازتابگر چتری در عکاسی پرتره و استودیویی است.

## انواع
به غیر از برخی از اجزای بسیار تخصصی که در بزرگ‌سنج‌ها (آگراندیسورها)، اسلاید پروژکتورها و انواع اسکنرها به کار رفته‌اند، بازتابنده‌های عکاسی به دو گروه اصلی بازتابگرهای لامپی و صفحه‌ای تقسیم می‌شوند.